# Saint-Rémy-sur-Creuse
Saint-Rémy-sur-Creuse település Franciaországban, Vienne megyében. Lakosainak száma 453 fő (2022. január 1.). Saint-Rémy-sur-Creuse Abilly, Buxeuil, Dangé-Saint-Romain, Leugny és Les Ormes községekkel határos.

## Népesség
A település népessége az elmúlt években az alábbi módon változott:
| Lakosok száma | 401  | 396  | 400  | 392  | 392  | 391  | 412  | 432  | 453  |
|               | 2013 | 2015 | 2016 | 2017 | 2018 | 2019 | 2020 | 2021 | 2022 |